# Втрати 128-ї гірсько-піхотної бригади
У цьому списку перераховано втрати 128-ї окремої гірсько-піхотної бригади Збройних сил України в ході АТО, ООС та російського вторгнення в Україну 2022 року.

## Список
|                                      | Звання       | Посада                           | Дата загибелі  | Місце загибелі                                 | Обставини |
| ------------------------------------ | ------------ | -------------------------------- | -------------- | ---------------------------------------------- | --- |
| Середа Борис Миколайович             | Підполковник | Начальник артилерії бригади      | 30 квітня 2014 | с. Піски Конотопського району Сумської області | ДТП |
| Горбунов Дмитро Вікторович «Брежнєв» | Солдат       | Стрілець-помічник гранатометника | 15 травня 2016 | м. Авдіївка Донецької області                  | Загинув під час обстрілу проросійськими терористами позицій українських військ з мінометів та стрілецької зброї поблизу шахти «Бутівська» |
|                                      |              |                                  |                |                                                | |

### 2014
- Віталій Бєліков, старший лейтенант, 28 червня 2014
- Василь Наливайко, солдат, 28 червня 2014
- Олексій Калинюк, солдат, 3 липня 2014
- Василь Балог, капітан, 30 липня 2014
- Володимир Корнєв, капітан, 30 липня 2014
- Станіслав Кіш, солдат, 3 серпня 2014
- Михайло Тимощук, старший солдат, 13 серпня 2014
- Володимир Гафіч, сержант, 13 серпня 2014
- Віталій Гопонько, старший солдат, 21 серпня 2014
- Олександр Попов, старший солдат, 15 вересня 2014
- Андрій Чаркас, молодший сержант, 15 вересня 2014
- Сергій Кузьменко, солдат, 24 вересня 2014
- Олександр Мамлай, солдат, 26 вересня 2014, Попасна
- Віктор Бойко, старшина, 6 жовтня 2014
- Віктор Пунда, солдат, 6 жовтня 2014
- Володимир Ознамець, прапорщик, 7 жовтня 2014
- Чмелівський Віталій Володимирович, солдат, 9 жовтня, помер від поранень під Дебальцевим,
- Мельниченко Віктор Васильович, сержант, 12 жовтня, Дебальцеве
- Бабич Олександр Володимирович, підполковник (посмертно), 8 листопада, помер від поранень під Дебальцевим,
- Семчище Руслан Степанович, старший солдат, 17 листопада, бої за Станицю Луганську
- Розлуцький Ігор Васильович, солдат, 17 листопада, бої за Станицю Луганську

### 2015
- Вербицький Сергій Степанович, 6 січня 2015, прапорщик, помер від важких поранень
- Бойко Петро Леонідович, сержант, 6 січня 2015, Нікішине
- Мельник Юрій Вікторович, старший сержант, 7 січня 2015, Дебальцеве
- Страпчук Олександр Федорович, солдат, 12 січня 2015, помер від серцевого нападу[1]
- Леврінц Олександр Юрійович, солдат, 25 січня, бої за Дебальцеве
- Ткаченко Руслан Андрійович, старший солдат, 25 січня, Дебальцеве,
- Жук Микола Вікторович, майор, 25 січня, бої за Дебальцеве,
- Бойко Ігор Дмитрович, солдат, 30 січня, Дебальцеве,
- Бондар Віктор Миколайович, молодший сержант, 30 січня, Дебальцеве,
- Сохацький Андрій Володимирович, солдат, 30 січня, Дебальцеве,
- Тербан Олександр Васильович, сержант, 30 січня 2015, Дебальцеве
- Тимченко Руслан Олегович, солдат, 30 січня 2015, Дебальцеве
- Дідух Володимир Васильович, солдат, 31 січня, Дебальцеве
- Прошак Андрій Васильович, сержант, 31 січня, Дебальцеве
- Головін Дмитро Володимирович, старший солдат, 1 лютого, Дебальцеве
- Денисів Ігор Іванович, солдат, 1 лютого 2015, Дебальцеве
- Ковальчук Микола Михайлович, солдат, 1 лютого 2015, Дебальцеве
- Охмак Іван Миколайович, старший солдат, 2 лютого, Дебальцеве
- Вергай Віталій Миколайович, солдат, 6 лютого, Дебальцеве
- Орляк Олександр Володимирович, старший сержант, 6 лютого, Дебальцеве
- Полупанов Володимир Іванович, старшина, 6 лютого, Дебальцеве
- Слонський Анатолій Володимирович, солдат, 6 лютого, Дебальцеве
- Кравченко Віталій Олегович, старший солдат, 7 лютого, Дебальцеве
- Гуртов Олексій Анатолійович, майор, 9 лютого, Дебальцеве
- Білак Василь В'ячеславович, старший лейтенант, 9 лютого, Дебальцеве
- Совлич Роман Йосипович, солдат, 9 лютого, Дебальцеве
- Чорнобай Роман Богданович, сержант, 9 лютого, Дебальцеве
- Бондар Василь Васильович, старшина, 12 лютого, Дебальцеве
- Кость Ярослав Васильович, солдат, 12 лютого, Дебальцеве
- Постолакі Віталій Андрійович, майор, 12 лютого, Дебальцеве
- Коваль Олег Миколайович, старший лейтенант, 16 лютого, Дебальцеве
- Стукало Олег Юрійович, підполковник (посмертно), 16 лютого, Дебальцеве
- Герасевич Євген Анатолійович, старший солдат, 17 лютого, Дебальцеве
- Козичко Роман Іванович, сержант, 17 лютого, Дебальцеве
- Лотоцький Віталій Зіновійович, старший сержант, 17 лютого, Дебальцеве
- Остяк Василь Володимирович, молодший сержант, 17 лютого, Дебальцеве
- Химич Віталій Іванович, солдат, 17 лютого, Дебальцеве
- Чабанчук Денис Миколайович, старший лейтенант, 17 лютого, Дебальцеве
- Грубий Анатолій Васильович, сержант, 18 лютого, Дебальцеве
- Кисельов Денис В'ячеславович, капітан, 18 лютого, Дебальцеве
- Кінах Олександр Васильович, солдат, 18 лютого, Дебальцеве
- Кондратюк Олексій Вікторович, солдат, 18 лютого, Дебальцеве
- Коренівський Віктор Анатолійович, солдат, 18 лютого, Дебальцеве
- Кушнір Олег Володимирович, сержант, 18 лютого, Дебальцеве
- Маркусь Віктор Васильович, сержант, 18 лютого, Дебальцеве
- Пастухов Олександр Миколайович, старший солдат, 18 лютого, Дебальцеве
- Сабов Руслан Миколайович, старшина, 18 лютого, Дебальцеве
- Товт Шандор Ерниевич, старший сержант, 18 лютого, Дебальцеве
- Кварцяни Михайло Андрійович, 27 травня 2015, Станиця Луганська
- Марочканич Віталій Богданович, солдат, 2 червня, помер від серцевого нападу[2]
- Тимощук Андрій Петрович, солдат, 12 червня, Станиця Луганська
- Заєць Андрій Миколайович, солдат, 23 липня, Сизе під Станицею Луганською
- Козак Мар'ян Іванович, солдат, 3 серпня, під Станицею Луганською
- Мельник Сергій Богданович, солдат, 31 липня, Біловодськ Луганської області[3]
- Павлюк Олександр Альбертович, старший прапорщик, 3 серпня, під Станицею Луганською
- Мазур Андрій Євгенович, сержант, 3 серпня, помер від поранень
- Пукіш Юрій Миколайович, солдат, 29 серпня 2015, підірвався на розтяжці
- Дурунда Павло Іванович, солдат, 7 вересня 2015, Болотене
- Вишкварко Віктор Валентинович, сержант, 8 вересня 2015, Сизе
- Пойда Василь Васильович, солдат, 18 вересня 2015, Болотене
- Копачук Віталій Петрович, солдат, 28 вересня, смт Михайлівка Луганської області
- Балабоскін Ігор Васильович, молодший лейтенант, 4 листопада 2015, Розквіт Станично-Луганського району
- Глюз Віталій Петрович, солдат, 10 листопада 2015[4]
- Чура Сергій Васильович, солдат, 17 листопада 2015

### 2016
- Скрипник Анатолій Олександрович, прапорщик, 10 березня 2016[5]
- Балога Петро Іванович, старший солдат, 13 березня, Невельське
- Горкавчук Олег Віталійович, старший солдат, 22 березня 2016, бої за Піски[6]
- Мельник Сергій Васильович, сержант, 22 березня, бої за Піски
- Очеретяний Володимир Анатолійович, молодший сержант, 4 квітня, бої за Авдіївку
- Костенко Іван Іванович, старший солдат, 4 квітня 2016, Калинове Попаснянського району[7]
- Гриців Володимир Іванович, солдат, 4 квітня 2016, помер під час лікування[8]
- Животченко Костянтин Миколайович, солдат, 7 квітня 2016, бої за Піски
- Завала Сергій Іванович, солдат, 29 квітня 2016, Невельське
- Пікуєв Василь Абрамович, старший солдат, 1 травня 2016[9]
- Горбунов Дмитро Вікторович, солдат, 15 травня 2016, бої за Авдіївку
- Цимбалюк Анатолій Борисович, солдат, 30 травня 2016
- Ярослав Цап, прапорщик, 8 червня 2016
- Артеменко Михайло Вікторович, солдат, 5 липня 2016
- солдат Гевко Руслан Петрович, 24 липня 2016
- сержант Маслянка Віталій Іванович, 31 липня 2016, бої за Авдіївку
- солдат Дудкевич Петро Феодосійович, 6 вересня 2016[10]
- солдат Гамсахурдія Давид Михайлович, 8 жовтня 2016, бої за Авдіївку
- старший солдат Федоришин Микола Іванович, 22 жовтня 2016, бої за Авдіївку
- молодший сержант Шрамко Костянтин Миколайович, 19 листопада 2016[11]

### 2017
- сержант Турчин Володимир Богданович, 12 липня 2017, бої під Горлівкою
- Сергій Гладкий, 20 липня 2017[12][13][14]
- Золтан Балаж, 18 липня 2017, Зайцеве
- Олексій Калабішка, прапорщик, 21 липня 2017, під Горлівкою[15]
- Олександр Омельчук, солдат, 17 жовтня 2017, бої під Горлівкою
- Голубєв Сергій Володимирович, солдат, 27 жовтня 2017[16]
- Олег Парасюк, солдат, 4 листопада 2017
- Олександр Яроцький, 17 листопада 2017, Зоря (Костянтинівський район)[17]
- Василь Жиденко, старший солдат, 29 листопада 2017
- Тимофій Геніш, старший солдат, Зайцеве, 17 грудня 2017[18]-
- Андрій Сипавка, прапорщик, Зайцеве, 17 грудня 2017[18].
- Василь Гринь, солдат, 7 січня 2018[19]

### 2018
- Омелян Богаті, старший сержант, 9 січня 2018[20]
- капітан Георгій Ольховський, 23 серпня 2018 року;
- солдат Урбанський Дмитро Андрійович, 1 вересня 2018[21]
- капітан Слободян Олександр Іванович, 14 вересня 2018[22]
- Роман Магас, 10 жовтня 2018[23]
- Олександр Ур, старший солдат, 23 жовтня 2018[24]
- Куцин Петро Петрович, солдат, жовтень 2018[25]
- Віталій Онуфрейчук, солдат, 17 листопада 2018[26]
- Коломієць Олександр Олександрович, молодший сержант, 7 грудня 2018
- Хомак Олександр Миколайович, 19 грудня 2018[27]

### 2019
- Шіпош Роберт Августинович, старший солдат, 1 березня 2019[28]
- Богдан Слобода, лейтенант, 6 березня 2019 року
- Євген Коростельов, полковник, 13 (19) листопада 2019 року;
- Дзюба Андрій Петрович, 11 грудня 2019[29]

### 2021
- Шемчук Карина Олегівна (1999—9 червня 2021) загинула в АТО.

### 2022
1. 26 лютого 2022 — Кучерук Віталій Васильович («Зевс»), лейтенант, старший офіцер батареї — командир взводу батареї, бої за Васильків[30]
2. 26 лютого 2022 — Гнідий Анатолій Олегович, солдат, бої за Васильків[30]
3. 26 лютого 2022 — Нікітчук Павло Олексійович, старший солдат, бої за Васильків[30]
4. 26 лютого 2022 — Телетьон Василь Васильович, старший сержант, бої за Васильків[30]
5. 26 лютого 2022 — Черначук Петро Олександрович, старший солдат, бої за Васильків[30]
6. 26 лютого 2022 — Карпюк Владислав Олександрович, солдат, бої за Васильків[30]
7. 26 лютого 2022 — Жданянчин Микола Іванович, солдат, бої за Васильків[30]
8. 26 лютого 2022 — Марчук Василь Володимирович, старший солдат, бої за Васильків[30]
9. 28 лютого 2022 — Гринчук Денис[31].
10. 2 березня 2022 — Кирейчиков Антон Вікторович, старший солдат
11. 5 березня 2022 — Беседівський Ян Миколайович, солдат
12. 6 березня 2022 — Гайдук Тарас Степанович, старший сержант

1. 10 березня 2022 — Годван Михайло Михайлович, старший солдат
2. 14 березня 2022 — Вістіровський Артем Олексійович, 05.12.2000 р.н., оператор 1 екіпажу взводу протитанкових ракет 1 батареї протитанкових керованих ракет протитанкового артилерійського дивізіону.
3. 14 березня 2022 — Рагімов Руслан Камілович. Загинув в  м. Оріхів Запорізької області[32]
4. 11 квітня 2022 — Олександр Корольчук. Загинув  в результаті наїзду на керовану фугасну міну.[33]
5. ?? квітня 2022 — Соскіда Андрій Сергійович. Похований 23 лютого 2023 р. у рідному Мукачеві.[34]
6. 21 травня 2022 - Кондратюк Ярослав, 28 років. Головний сержант мотопіхотного взводу. Загинув біля села Гуляйпільське Пологівського району Запорізької області[35].
7. 5 червня 2022 — Бринзанський Ігор Леонідович. Загинув на Донеччині. Повний кавалер ордену За Мужність[36][37].
8. 8 червня 2022 — Асматов Артем Андрійович, загинув біля с. Васюківка, Донецької області.
9. 26 липня 2022 — Степанюк Ярослав Миколайович, майор, заступник командира гірсько-штурмового батальйону з морально-психологічного забезпечення. Загинув поблизу населеного пункту Вільнянськ  Запорізької області.
10. 28 липня 2022 — Байщак Роман. 4 квітня 1997, м. Львів. Капітан[38]
11. 24 серпня 2022 — Ісевич Юрій Юрійович. с. Латірка Мукачівський район.[39]
12. 29 серпня 2022 — Пруцков Олег Олександрович. Старший лейтенант, заступник командира протитанкової артилерійської батареї. Загинув року під час наступальних дій поблизу н.п. Нововознесенське та Миролюбівка Херсонської області[40]
13. 29 серпня 2022 — Гаврилов Василь Васильович. 23 січня 1984, с. Джугастрове. Загинув під час наступальних дій ЗСУ поблизу населених пунктів Нововознесенське та Миролюбівка Херсонської області внаслідок ворожого артилерійського обстрілу[41][42].
14. 29 серпня 2022 — Бабич Василь Степанович. 6 лютого 1995, м. Мукачево. Капітан[43]
15. 29 серпня 2022 — Костик Андрій («Атос») 31 рік, с. Ясіня Закарпатська область. Командир відділення[44]
16. 30 серпня 2022 — Чорний Олег Вікторович. Загинув на Херсонському напрямку (с. Добрянка, Бериславський район)[45].
17. 31 серпня 2022 — Олаг Олександр Васильович, старший лейтенант, командир взводу вогневої підтримки.[46]
18. 1 вересня 2022 — Жорновий Микола. 13 серпня 1968, м. Кривий Ріг. Загинув в боях з російськими окупантами на криворізькому напрямку[47].
19. 2 вересня 2022 — Сушко Микола Васильович («Гюрза»). 14 жовтня 1990, с. Широка Гребля Вінницька область. Загинув під час визволення н.п. Нововознесенське Херсонської області[48][49].
20. 2 вересня 2022 — Мізин Вячеслав Григорович. 10 січня 1968, с. Широка Гребля Вінницька область. Загинув під час визволення населеного пункту Нововознесенське Херсонської області[50].
21. 2 вересня 2022 — Бізілія Михайло. 4 березня 1967, м. Мукачево. Загинув у Херсонській області[51].
22. 2 вересня 2022 — Лаврів Василь, солдат
23. 2 вересня 2022 — Петрушка Ярослав Михайлович, солдат
24. 2 вересня 2022 — Ємельянов Владислав, солдат
25. 14 вересня 2022 - Тарас Мазур, 39 років. Молодший сержант, командир відділення вогнеметного взводу роти радіаційного, хімічного, біологічного захисту. Загинув в районі н.п. Вереміївка Херсонської області[52].
26. 15 вересня 2022 — Алексєєнко Владислав Юрійович 30.09.1972
27. 1 жовтня 2022 — Євенко Юрій Олексійович — гранатометник мотопіхотного відділення (22.04.1973). Загинув під час штурму населеного пункту Хрещенівка.
28. 1 жовтня 2022 — Мосьпак Юрій Віталійович. Загинув поблизу населених пунктів Любомирівка, Хрещенівка та Петрівка Херсонської області[53].
29. 5 жовтня 2022 — Варга Олександр Тиборович (06.09.1984), солдат, оператор розвідувального взводу[54]
30. 5 жовтня 2002 — Захарчук Дмитро Васильович, солдат
31. ?? жовтень 2022 — Каналош Василь Іванович (18.12.1975), молодший сержант, заступник командира бойової машини, навідник-оператор гірсько-штурмової роти. Загинув на Херсонському напрямку[55].
32. ?? жовтень 2022 — Кузан Євген (02.04.1991), солдат,. Загинув в результаті артилерійського обстрілу на Херсонському напрямку.[56]
33. ?? жовтень 2022 — Віталій Марманюк (1991), командир відділення. Загинув на Херсонському напрямку.[57]
34. 15 жовтня 2022 — Лабанич Руслан Іванович (25 липня 1978), оператор-обчислювач взводу управління артилерійського дивізіону. Загинув на Херсонському напрямку[58].
35. 15 жовтня 2022 — Байда Михайло Олександрович («Нарру»). 39 років, м. Харків. Загинув під час штурмових дій на Херсонщині в районі села П'ятихатки.[59]
36. 15 жовтня 2022 — Тимошенко Андрій. Загинув поблизу села Трифонівка Херсонської області[60].
37. 15 жовтня 2022 — Каналош Василь. Селище Чинадійово. Служив заступником командира бойової машини, навідником-оператором гірсько-штурмової роти.[61]
38. 15 жовтня 2022 — Самофал Денис Вікторович («Таліб»). 21 рік, м. Українськ Донецька область. Лейтенант, командир взводу. Загинув під час в районі села Нова Кам'янка Херсонської області. Герой України (2023)[62]
39. 15 жовтня 2022 — Пухач Олександр Олександрович. 26 червня 1977, м. Львів. Сержант[63]
40. 15 жовтня 2022 — Ріпич Василь Васильович. 13.08.1977, Закарпатська область. Старший солдат, старший механік-водій 3-ї гірсько-штурмової роти 15 ОГШБ 128 ОГШБр.[64]
41. 15 жовтня 2022 — Гатараняк Олег. Тіло воїна довго не могли упізнати, потім були тривалі ДНК-експертизи. 20 вересня 2023 тіло привезли у Дрогобич. Похований на Алеї Слави[65].
42. 15 жовтня 2022 — Семенюк Михайло Володимирович (1999), солдат, оператор-топогеодезист артилерійського дивізіону оператор БпЛА. Загинув у районі с. Трифонівка Херсонської області[66]
43. 15 жовтня 2022 — Тимошенко Андрій, сержант. Загинув у с. Трифонівка Херсонської області.
44. 16 жовтня 2022 — Богуславський Данило Ярославович. 7 квітня 1990, м. Ужгород. Загинув під час виконання бойового завдання поблизу села Опитне Покровського району, що на Донеччині[67].
45. 17 жовтня 2022 — Руслан Чума (45 років), загинув на Херсонському напрямку[68][69].
46. 17 жовтня 2022 — Строганов В'ячеслав (1987), загинув на Херсонському напрямку.[70]
47. 17 жовтня 2022 — Король Володимир Петрович. 1 квітня 1979, м. Волочиськ. Загинув внаслідок ворожого артилерійського обстрілу поблизу села Нова Кам'янка Херсонської області[71].
48. 27 жовтня 2022 — Гелюта Петро Петрович. 12 липня 1977, м. Київ. Старший солдат, водій протитанкового взводу.
49. 31 жовтня 2022 — Пахольчук Володимир Володимирович. Помер від поранень, яких зазнав раніше[72]
50. ?? жовтень 2022 — Максим Зеленчонок, солдат. Загинув на Херсонському напрямку.[73]
51. ?? жовтень 2022 — Чігор Едуард (1997), солдат. Зник безвісти на Херсонщині в ході бойових дій. Про загибель стало відомо у березні 2023 р.[74]
52. 3 грудня 2022 — Савельєв Євген Геннадійович (24.06.1991). Загинув внаслідок ДТП, перебуваючи вдома після поранення.
53. 6 грудня 2022 — Сергій Костюк. Загинув  р. у районі Соледару, що на Донеччині.[75]
54. 8 грудня 2022 — Василь Федоряк (18.10.1964).[76]
55. 11 грудня 2022 — Дерда Ярослав Миколайович. Загинув в районі с. Яковлівка Бахмутського району Донецької області[77].
56. 12 грудня 2022 — Ілля Кугій. Загинув від мінно-вибухового ураження поблизу Соледару на Донеччині.[78]
57. 15 грудня 2022 — Колпаков Артем Альбертович (24.12.1991).[79]
58. 15 грудня 2022 — Невінський Віталій Ігорович. Герой України, Лицар ордена Богдана Хмельницького III ступеня. Командир гірсько-штурмової роти. Загинув неподалік села Підгородне на Донеччині.[80]
59. 16 грудня 2022 — Любодюк Володимир Іванович, старший лейтенант, командир мінометної батареї. Загинув року на Донеччині. Герой України.
60. 18 грудня 2022 — Ярема Микола Юрійович, Герой України. Старший лейтенант, командир протитанкового взводу. Поранений 9 грудня під Бахмутом, помер.[81]
61. 19 грудня 2022 — Горбейчук Дмитро Васильович, кавалер ордена «За мужність» III ступеня, загинув на Донеччині.
62. 19 грудня 2022 — Гур'євський Дмитро Іванович. Загинув під час відбиття штурмових дій противника в районі н.п. Підгороднє Донецької області[82]
63. 19 грудня 2022 — Личман Наталія Володимирівна (16.06.1984).[83][84]
64. 20 грудня 2022 — Мелянчук Павло Миколайович (29 червня 1999), стрілець-зенітник.[85]
65. 25 грудня 2022 — Коротун Олександр Васильович. Загинув на Бахмутському напрямку в м. Соледар на Донеччині під час виконання бойового завдання при відбитті штурмових дій ворога[86].
66. Кичеря Валентин — солдат, відзначився в ході російсько-української війни.[87]
67. Степан Кабаль — під час боїв на Херсонському напрямку зазнав поранення, від ускладнень якого помер.[88]
68. Болехан Віктор — командир мотопіхотного відділення. Загинув під час визволення населеного пункту Хрещенівка Херсонської області (кінець вересня — початок жовтня 2022 року).[89]
69. Фанта Василь Васильович — головний сержант (кінець вересня — початок жовтня 2022 року).[89]
70. Гада Василь — солдат (кінець вересня — початок жовтня 2022 року).[89]
71. Олександр Олександрович Набоков — солдат мотопіхотного батальйону, відзначився під час відбиття штурму в районі Соледару на Донеччині.[90]
72. 17 грудня 2022 — Вишньовський Василь Володимирович, старший солдат

### 2023
1. 14 січня 2023 - Глуханич Іван. с. Мирча Закарпатської області. Загинув  під час виконання бойового завдання[91].
2. 18 січня 2023 - Феєр Іван Іванович. 18 жовтня 1981, с. Арданово. Старший солдат. 18 грудня 2022 року зазнав поранень під Бахмутом, внаслідок чого помер[92].
3. 20 січня 2023 - Слєба Антон Михайлович (06.12.85 р.н.) «Танго», молодший лейтенант, командир гірсько-штурмового взводу, 15 окремого гірського-штурмового батальйону. Загинув в с. Червона Гора.
4. 11 лютого 2002 -  Прокопчук Олександр Миколайович, лейтенант
5. 11 лютого 2023 - Василь Шніцер, старший солдат.[93]
6. 15 лютого 2023 - Колішко Олександр Вікторович. Загинув  в районі н. п. Берхівка Донецької області
7. 15 лютого 2023 - Олександр Колішко . Загинув внаслідок ворожого обстрілу.[94]
8. 16 лютого 2023 - Волощук Віктор Васильович, гранатометник, загинув  року під час артилерійського обстрілу біля н.п. Бахмут
9. 19 травня 2023 - Віктор Головієнко. Старший солдат, старший стрілець-оператор мотопіхотного батальйону. Загинув на Запорізькому напрямку[95].
10. 4 червня 2023 - Майстерчук Ярослав Леонідович, солдат. Загинув м. Кам’янське, Запорізька область в результаті мінометного обстрілу[96].
11. 16 червня 2023 - Суходольський Віктор Тарасович («Дідусік»). 55 років. Зазнав смертельного поранення [97][98].
12. 10 червня 2023 - Левчук Юрій Васильович, солдат
13. 16 червня 2023 - Галабурда Юрій Тарасович («Майстер»). 50 років, селище Мізоч. Зазнав смертельних поранень від прямого влучання ворожого снаряда біля села П'ятихатки Запорізької області[99].
14. 17 червня 2023 -  Хомик Богдан-Михайло Романович, солдат
15. 17 серпня 2023 - Маць Сергій Віталійович, оператор першого гранатометного відділення протитанкового взводу роти вогневої підтримки 2-го гірсько-штурмового батальйону. Загинув  під час танкового обстрілу біля населеного пункту Малі Щербаки Запорізької області[100]
16. 3 листопада 2023 - Мілютін Дмитро Станіславович (1980), старший офіцер 3-ї артилерійської батареї 2-го дивізіону. Загинув внаслідок обстрілу[101].
17. 3 листопада 2023 - Ярмолюк Максим Миколайович, 21 рік. Загинув внаслідок ракетного обстрілу у с. Зарічне Запорізької області.
18. 3 листопада 2023 - Кузнєв Сергій Андрійович. 1975, м. Ужгород. Заступник командира батареї з морально-психологічного забезпечення. Загинув внаслідок ракетного обстрілу у с. Зарічне Запорізької області.[102]
19. 3 листопада 2023 - Гудим Василь. 49 років, м. Збараж. Сержант. Загинув внаслідок ракетного обстрілу у с. Зарічне Запорізької області[103]
20. 3 листопада 2023 - Шульга Анатолій Борисович. м. Тячів. Загинув внаслідок ракетного обстрілу у с. Зарічне Запорізької області[104]
21. 3 листопада 2023 - Марко Едуард Владиславович. 29 років, м. Хуст. Старший солдат, оператор відділення управління реактивного артилерійського взводу. Загинув внаслідок ракетного обстрілу у с. Зарічне Запорізької області[105]
22. 3 листопада 2023 - Стафікопуло Дем'ян. 44 роки, Долинська громада, Кіровоградщина. Загинув внаслідок ракетного обстрілу у с. Зарічне Запорізької області[106]
23. 3 листопада 2023 - Коцовський Віталій Володимирович. Загинув внаслідок ракетного обстрілу у с. Зарічне Запорізької області[107]
24. 3 листопада 2023 - Сліпець Андрій. Загинув внаслідок ракетного обстрілу у с. Зарічне Запорізької області[108][109][110].
25. 3 листопада 2023 - Тарасенко Андрій Павлович. Загинув внаслідок ракетного обстрілу у с. Зарічне Запорізької області[111][112][113][114].
26. 3 листопада 2023 - Лесюк Любомир Романович. Загинув внаслідок ракетного обстрілу у с. Зарічне Запорізької області[115]
27. 3 листопада 2023 - Посесор Максим («Херсон») с. Інгулець. Загинув внаслідок ракетного обстрілу у с. Зарічне Запорізької області[116].
28. 3 листопада 2023 - Віталій Присяжнюк. Загинув внаслідок ракетного обстрілу у с. Зарічне Запорізької області[117].
29. 3 листопада 2023 - Кузьмич Сергій Михайлович, старший солдат. Загинув внаслідок ракетного обстрілу у с. Зарічне Запорізької області.

### 2024
1. 15 січня 2024 - Лаврів Ігор Миколайович (2 березня 1982). Загинув під час мінометно-артилерійського обстрілу на Донеччині[118][119]
2. 26 січня 2024 - Суворов Павло Вікторович («Ріко»). 25 років, c. Ясениничі Рівненської області. Загинув  в бою біля села Новоандріївка Запорізької області через артилерійський обстріл[120]
3. 12 лютого 2024 - Кришталь Василь. Загинув біля населеного пункту Роботине Запорізької області[121].
4. 14 лютого 2024 - Комар Владислав Анатолійович, старший стрілець. м. Волочиськ, Хмельницька область, 20 серпня 2000. Загинув в с. Роботино Запорізької області.
5. 17 лютого 2024 - Тухлян Дмитро. Загинув у Рівнополі Донецької області[122].
6. 22 квітня 2024 - Грица Андрій. Загинув біля міста П'ятихатки Запорізької області[123]
7. 10 травня 2024 - Кущик Віктор Вікторович («Азіат») 11 січня 1993[124][125].
8. 12 травня 2024 - Cюртик Олег [126]
9. 27 травня 2024 -  Гапак Роман Олександрович, сержант
10. 16 липня 2024 - Маліновський Валерій Геннадійович. 21 січня 1976, м. Шепетівка. Підписав контракт наприкінці травня 2024. Загинув на Запорізькому напрямку[127].
11. 9 грудня 2024 - Бойчук Павло 13.07.1992 р.н.. Загинув  на Запоріжжі[128].
12. 10 грудня 2024 - Пацкан Віктор, старший солдат. 54 роки, м. Іршава. Помер  в клінічному центрі в місті Дніпро [129].

### 2025
- 4 січня 2025 — Троцюк Андрій, гранатометник[130]
- 10 березня 2025 — Вархоляк Михайло Степанович 43 роки, старший стрілець кулеметного взводу стрілецького батальйону. 2 березня 1982, м.Бережани, Тернопільська область. Загинув під час штурмових дій противника в районі н.п. Щербаки, Запорізької області.
- 20 квітня 2024 — Задорожний Андрій. офіцер роти безпілотних систем, 35 років, м. Мукачево. Помер в реанімації [131][132][133][134]